# Света Богородица (Маргари)
„Света Богородица“ (на македонска литературна норма: „Света Богородица“) е ранновъзрожденска православна църква в прилепското село Маргари, Северна Македония. Църквата е под управлението на Преспанско-Пелагонийската епархия на Македонската православна църква.
Представлява трикорабна сграда, с полукръгла апсида на източната страна, която отвън е разчленена на пет слепи ниши. Църквата е изградена в 1810 година. Ктитори са отец Ристе и отец Мирче од селото Долгаец. Автор на живописта е зографа Яков Зографски. „Етнография на вилаетите Адрианопол, Монастир и Салоника“, издадена в Константинопол в 1878 година и отразяваща статистиката на населението от 1873 година, Маргарит (Margarite) е посочено като село с 15 домакинства и 65 жители българи.
По време на българското управление през 1941-1944 касиер на църквата е Темелко Кр. Кочов, Андон Йосифов Божинов, Петър Мирчев Илиев всички от село Маргари.